# 락 시티
《락 시티》(영어: Detroit Rock City)는 미국에서 제작된 애덤 리프킨 감독의 1999년 청춘 코미디 영화이다. 에드워드 펄롱 등이 출연하였고, 배리 러빈 등이 제작에 참여하였다. 제목은 키스의 동명곡에서 따왔다.

## 줄거리
1978년 오하이오주 클리블랜드. 키스 커버 밴드 미스터리의 일원 호크, 잼, 렉스, 트립은 미시간주 디트로이트 코보 홀에서 열리는 키스 공연 표를 확보한다.
그러나 극보수 성향인 잼의 어머니가 입장권을 불태우고 잼을 가톨릭교회 기숙 학교로 전학 시키면서 어떻게든 다 같이 키스 콘서트에 가려는 넷의 좌충우돌이 시작된다.

## 출연
- 에드워드 펄롱 - 호크 역
- 샘 헌팅턴 - 제러마이아 "잼" 브루스 역
- 주세피 앤드루스 - 렉스 역
- 제임스 디벨로 - 트립 버루디 역
- 린 셰이 - 브루스 부인 역
- 멜러니 린스키 - 베스 범스틴, 잼의 동급생 역
- 너타샤 리온 - 크리스틴, 디스코팬 케니의 여자친구 역
- 섀넌 트위드 - 어맨다 핀치, 화대를 주는 여성 역
- 조 플래어티 - 필립 맥널티 신부 역
- 이매뉴얼 슈리키 - 바버라 역
- 론 제러미 - 스트립 클럽 사회자 역
- 줄리언 리칭스 - 검표원 역

### 키스
- 진 시먼스
- 폴 스탠리
- 에이스 프레일리
- 피터 크리스

## 기타 제작진
- 공동 제작: 아트 셰이퍼
- 협력 제작: 팀 설리번
- 배역: 밸러리 매캐프리
- 미술: 스티브 하디
- 의상: 로재나 노턴

## 사운드트랙
| 순서 | 제목                                       | 작사·작곡                                                       | 가수          | 재생 시간 |
| ---- | ------------------------------------------ | --------------------------------------------------------------- | ------------- | --------- |
| 1.   | "The Boys Are Back in Town" (신 리지 커버) | 필 라이놋                                                       | 에버클리어    | 4:05      |
| 2.   | "Shout It Out Loud"                        | 폴 스탠리, 진 시먼스, 밥 에즈린                                 | 키스          | 2:47      |
| 3.   | "Runnin’ With the Devil"                   | 데이비드 리 로스, 에디 밴헤일런, 마이클 앤서니, 앨릭스 밴헤일런 | 밴헤일런      | 3:34      |
| 4.   | "Cat Scratch Fever" (테드 누진트 커버)     | 누진트                                                          | 팬테라        | 3:48      |
| 5.   | "Iron Man"                                 | 오지 오즈번, 토니 아이오미, 기저 버틀러, 빌 워드                | 블랙 사바스   | 5:54      |
| 6.   | "Highway to Hell" (AC/DC 커버)             | 본 스콧, 앵거스 영, 맬컴 영                                     | 매릴린 맨슨   | 3:46      |
| 7.   | "20th Century Boy" (티렉스 커버)           | 마크 볼런                                                       | 드레인 STH    | 4:28      |
| 8.   | "Detroit Rock City"                        | 폴 스탠리, 밥 에즈린                                            | 키스          | 3:35      |
| 9.   | "Jailbreak"                                | 필 라이놋                                                       | 신 리지       | 4:00      |
| 10.  | "Surrender" (라이브)                       | 릭 닐슨                                                         | 칩 트릭       | 4:22      |
| 11.  | "Rebel Rebel"                              | 데이비드 보위                                                   | 데이비드 보위 | 4:25      |
| 12.  | "Strutter" (키스 커버)                     | 폴 스탠리, 진 시먼스                                            | 더 도나스     | 2:57      |
| 13.  | "School Days"                              | 조앤 젯, 킴 파울리                                              | 더 러너웨이스 | 2:51      |
| 14.  | "Little Willy"                             | 니키 친, 마이크 채프먼                                          | 더 스위트     | 3:10      |
| 15.  | "Nothing Can Keep Me From You"             | 다이앤 워런                                                     | 키스          | 4:04      |

## 같이 보기
- 키스 (밴드)